# Egészségügyi Menedzserképző Központ
Az Egészségügyi Menedzserképző Központ a Semmelweis Egyetem egyik intézete.

## Története
A Semmelweis Egyetem Egészségügyi Menedzserképző Központja az egyik legrégebben alapított magyar egyetem intézeteként működik, amely a társadalmi változások részeként jött létre az 1990-es években. Az alapításkor az egyetemi diákvezetőkből és fiatal szakemberekből szerveződött csoport szükségét látta, hogy az egészségügyi menedzsmentet – a nemzetközi gyakorlatnak megfelelően – önálló szakterületként határozza meg, és megteremtse az egészségügyi menedzserképzés intézményi feltételeit Magyarországon.
Ötéves intenzív fejlesztő munka eredményeképpen, a Semmelweis Orvostudományi Egyetem Egyetemi Tanácsa 1995. április 20-án hivatalosan is megalapította az Egészségügyi Menedzserképző Központot. Tevékenységüket egy faházban kezdték a Belső Klinikai Tömb udvarán, majd 1999-ben költöztek át mostani, 21. századi színvonalat képviselő Kútvölgyi úti épületbe.

### Célok
Az Egészségügyi Menedzserképző Központ célja, hogy az egészségügyi menedzsment elméletének és gyakorlatának fejlesztése és elterjesztése révén, elősegítse az egészségügy fejlődését Magyarországon és a régióban.
- Oktatóprogramokkal törekszik az egészségügyi rendszerek és szervezetek menedzsmentjével kapcsolatos tudásanyag rendszerezésére, elterjesztésére, az egészségügyi szakemberek ismereteinek bővítésére, valamint az új orvos és szakember-generációk szemléletének formálására. Biztosítani kívánja hallgatóinknak a nemzetközi kitekintés, és az élethosszig tartó tanulás lehetőségét.

- Kutatóprogramokkal gyarapítani kívánja az egészségügyi rendszerek és szervezetek menedzsmentjével kapcsolatos tudásanyagot, segíteni a szakembereket az aktuális trendek megismerésében, összefüggések feltárásában és megértésében.
- Intézményi menedzsment-fejlesztő és tanácsadó programokal az egyes egészségügyi szervezetek speciális problémáinak megoldásában, az alkalmazott vezetői módszerek finomhangolásában szeretnének segítséget nyújtani.
- Szakmai műhelyükben össze kívánják gyűjteni és együttgondolkodásra késztetni azokat a magyar és külföldi szakembereket, akik meghatározzák az egészségügyi rendszerek reformját és fejlődését.[2]